# قطر علو الصدر

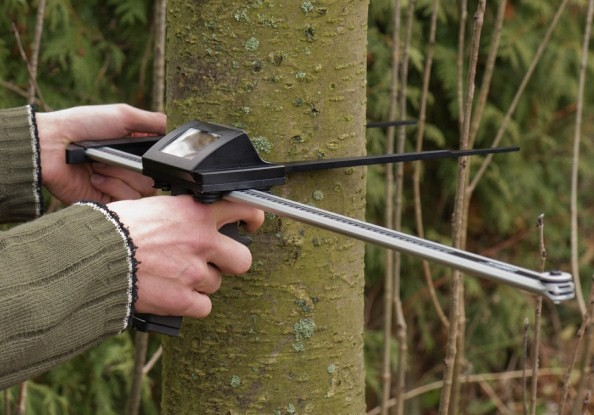
يمكن للفرجار الإلكتروني قياس قطر علو الصدر (DBH) وإرسال البيانات المقاسة عبر الإنترنت عبر البلوتوث إلى كمبيوتر ميداني.

قطر علو الصدر (DBH)، هي طريقة قياسية للتعبير عن قطر الجذع الشجرة. تُعد هذه الطريقة واحدًا من أكثر قياسات الأقطار شيوعًا.
يتم قياس جذوع الأشجار في ذروة صدر الشخص البالغ. يتم تعريف هذا بشكل مختلف في مختلف البلدان والحالات. في العديد من البلدان، تم قياس القطر عادة عند 1.3 متر فوق سطح الأرض. في بعض البلدان، مثل أستراليا ونيوزيلندا والولايات المتحدة وبورما والهند وماليزيا وجنوب إفريقيا، يتم قياس قطر ارتفاع الصدر تاريخيًا على ارتفاع 1.4 متر في بعض الأوقات، ولكن بسبب من الكثير من البحوث النشطة التي يتم تطبيقها على الأشجار والغابات أصبح اصطلاح 1.3 متر الآن أكثر ملاءمة. يمكن أن يحدث الارتفاع فرقًا كبيرًا في القطر المقاس. تقاس أشجار الزينة عادة على ارتفاع 1.5 متر فوق سطح الأرض.
ومع ذلك، يؤكد بعض المؤلفين أن مصطلح DBH يجب إلغاؤه لأن المرتفعات التي يقاس بها القطر متغيرة جدًا ولأنها قد تؤثر بشدة على حسابات الغابات مثل الكتلة الحيوية. بدلاً من ذلك، تم اقتراح D x بحيث تشير علامة x إلى الارتفاع الدقيق فوق الأرض (وعلى طول الساق) الذي يتم قياس القطر عليه. على سبيل المثال، يشير D 130 إلى قطر يبلغ 130 سم فوق الأرض وعلى طول الساق.
على الأرض المنحدرة، عادةً ما يتم اعتبار النقطة المرجعية «فوق الأرض» كأعلى نقطة على الأرض تلامس الجذع، لكن البعض يستخدم المتوسط بين أعلى وأقل نقطة من الأرض. إذا وقعت نقطة قطر علو الصدر على تورم الجذع، فمن المعتاد قياس مقاس أسفل التورم في النقطة التي يكون قطرها أصغر.
أكثر أداتين شيوعًا لقياس قطر علو الصدرهما شريط التلامس (أو القطر) والقدمة ذات الورنية. يتكون الفرجار من ذراعين متوازيين أحدهما ثابت والآخر قادر على الانزلاق على حسب القياس. يتم وضع الفرجار في الزوايا اليمنى على الجذع وذراعي على جانبي الجذع. يمكن تحسين الدقة على السيقان غير الدائرية عن طريق تعديل قياسات الفرجار في الزوايا اليمنى. يتوفر الفرجار الإلكتروني أيضًا مما يتيح إجراء قياسات دقيقة للغاية وتخزينها لإجراء مزيد من التحليل.